# Somaliska nationella alliansen
Somaliska nationella alliansen (SNA), Somali National Alliance på engelska, var en politisk allians, bildad i juni 1992, med Mohammed Farah Aidid som ledare.
Alliansens delar inkluderade Aidids fraktion från Förenade somaliska kongressen (USC), Somaliska patriotiska rörelsen samt andra sydliga fraktioner. Militära enheter som stödde SNA var försvarsverket i det somaliska motståndet till UNOSOM II - uppskattningsvis deltog 2 000 till 4 000 soldater i Slaget om Mogadishu.
Efter Aidids död 1996 tog hans son, Hussein Mohamed Farah Aidid, över SNA. Alliansen blev sedan grunden till Somalia Reconciliation and Restoration Council (SRRC) som bildades 2001.